# Petru-Alexandru Luncanu
Petru-Alexandru Luncanu (n. 7 mai 1989) este un jucător de tenis român, jucător în circuitul ATP Challenger Tour. Pe 2 noiembrie 2009, a atins cea mai bună clasare în circuitul masculin profesionist ATP și anume locul 304.

## Rezultate
| Legendă (Simplu)       |
| Grand Slam (0)         |
| Tennis Masters Cup (0) |
| ATP Masters Series (0) |
| ATP Tour (0)           |
| Challengers (0)        |
| Futures (2)            |